# Сурміни
Сурміни (пол. Surminy, нім. Surminnen) — село в Польщі, у гміні Бані Мазурські Ґолдапського повіту Вармінсько-Мазурського воєводства.
Населення — 156 осіб (2011).

## Історія
У 1975—1998 роках село належало до Сувальського воєводства.

## Населення
Демографічна структура станом на 31 березня 2011 року:
|          | Загалом | Допрацездатний вік | Працездатний вік | Постпрацездатний вік |
| -------- | ------- | ------------------ | ---------------- | -------------------- |
| Чоловіки | 82      | 15                 | 60               | 7                    |
| Жінки    | 74      | 7                  | 42               | 25                   |
| Разом    | 156     | 22                 | 102              | 32                   |